# 羅斯林站
羅斯林站（英語：Rosslyn station，/ˈrɒzlɪn/）是華盛頓地鐵藍線、橙線和銀線共用路段最西端的車站，位於美國維珍尼亞州阿靈頓縣羅斯林鄰里。羅斯林站是橙線和銀線向西以及藍線向南的第一個維珍尼亞州車站，也是華盛頓地鐵波多馬克河以西的四個轉乘車站之一，位於逐步興盛的商業區。
不論任何年份，羅斯林站是華盛頓特區以外最繁忙或繁忙車站之一，同樣位於阿靈頓縣也是五角城站和五角大廈站亦位列繁忙車站之中。羅斯林站是瓶頸車站，故此有計劃在羅斯林地區興建新車站，有可能成為華盛頓和阿靈頓的內迴圈一部分。

## 車站結構
| G  | 街道層             | 出入口                                                                               |
| B2 | 東行               | 往拉戈鎮中心（霧谷-喬治·華盛頓大學） · 往新卡羅頓（霧谷-喬治·華盛頓大學）            |
| B2 | 側式月台，左側開門 |                                                                                      |
| B2 | 夾層               | 單向閘機、售票機、車站詢問處                                                         |
| B3 | 側式月台，左側開門 | 側式月台，左側開門                                                                   |
| B3 | 西行               | 往法蘭克尼亞-春田（阿靈頓公墓） · 往維也納（法院大樓） · 往威勒-雷斯頓東（法院大樓） |

## 圖片

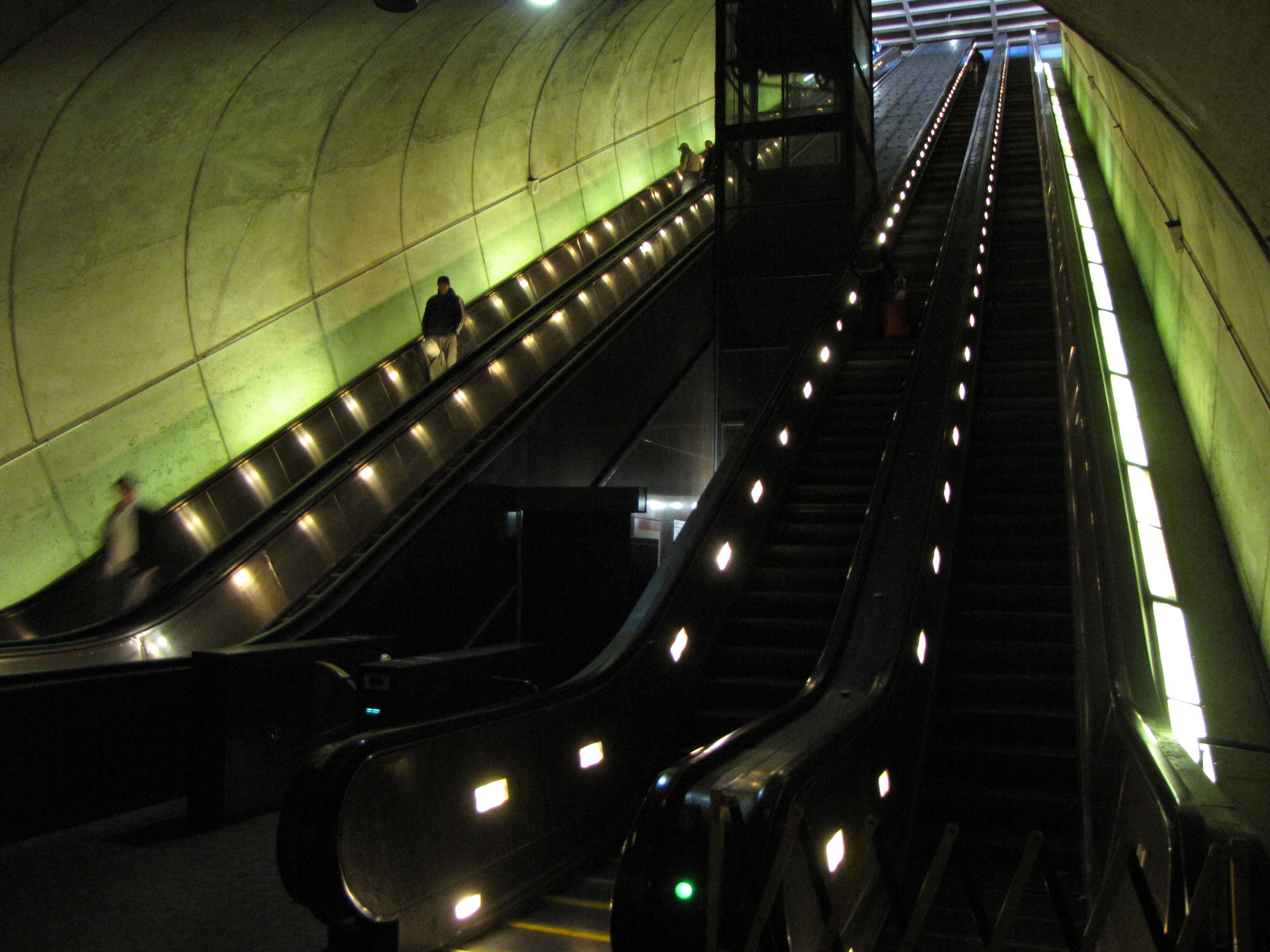
羅斯林站到地面的扶手電梯是華盛頓地鐵第五長的
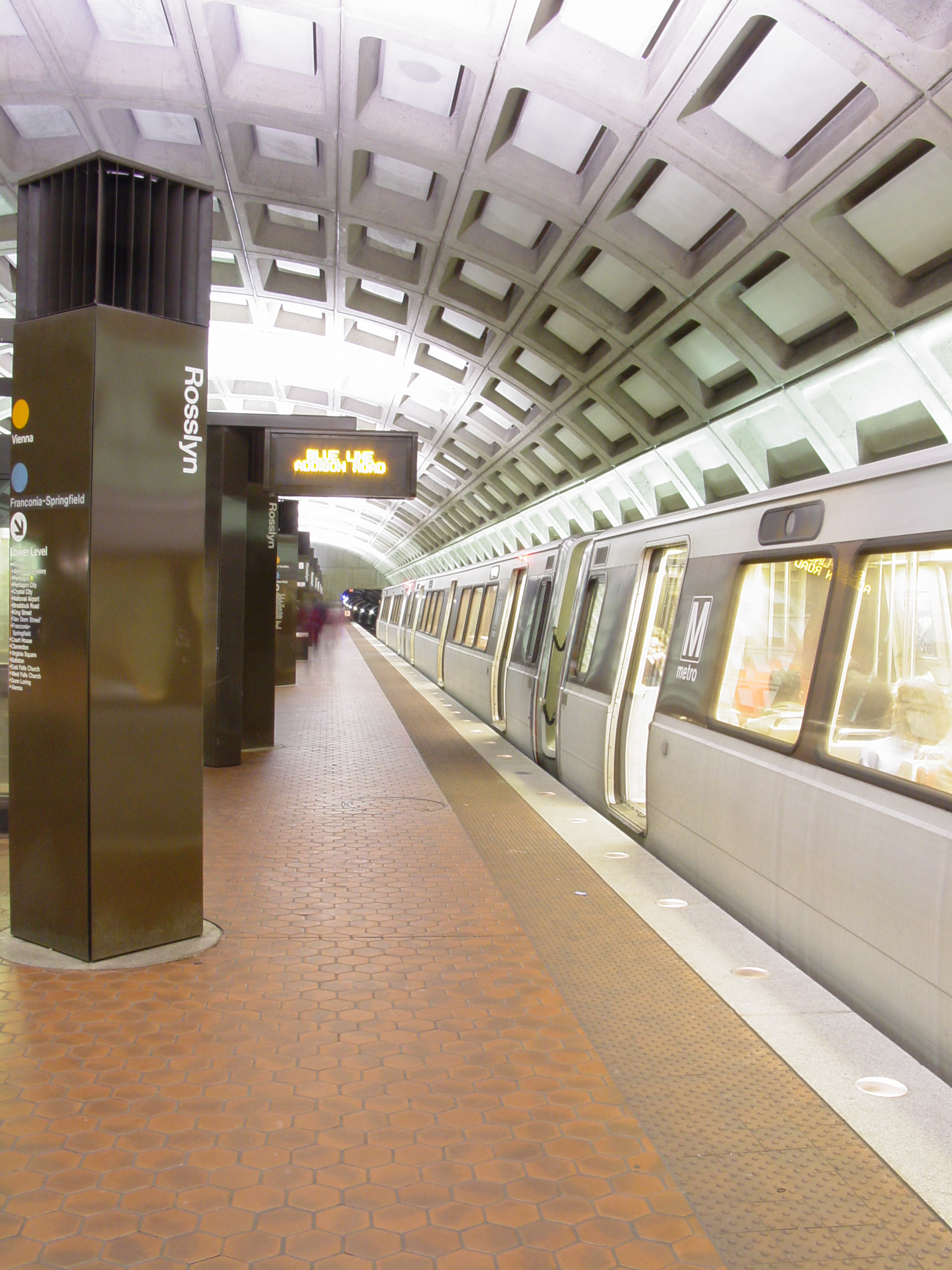
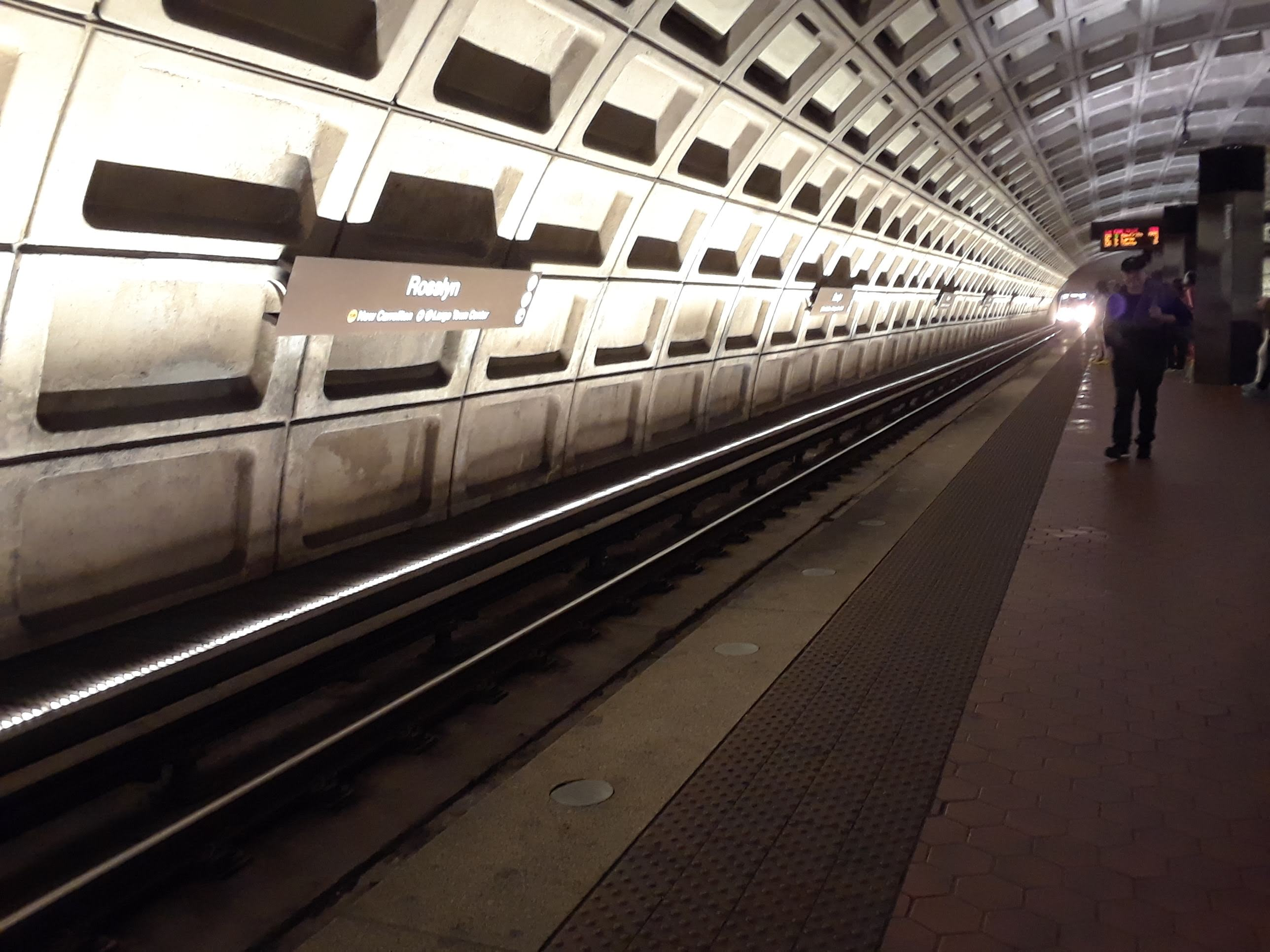
上層月台，前往華盛頓特區

## 外部連結
- WMATA: Rosslyn Station （页面存档备份，存于）
- StationMasters Online: Rosslyn Station
- The Schumin Web Transit Center: Rosslyn Station
- Fort Myer Drive entrance from Google Maps Street View
- Moore Street entrance from Google Maps Street View

38°53′46″N 77°04′19″W / 38.896031°N 77.071846°W